# Александър Кирилов
Александър Ивайлов Кирилов е български футболист на Литекс (Ловеч)". Продукт на Академия Литекс, преминал е през дублиращия отбор, има записани срещи и за първия състав на Литекс. Титулярната му позиция е десен външен полузащитник, но може да играе още като ляв такъв и десен бек. Силният му крак е десният.

## Състезателна кариера
Започва да тренира футбол в школата на Бдин през 1998 г. при треньора Жоро Григоров. През 2004 г. участва на ежегодните приемни изпити организирвани от школата на Литекс. Ловешките специалисти виждат потенциал в момчето и го канят да продължи обучението си в Академията. Първият му треньор в Академия Литекс е Митко Маринов с когото през 2006 г. печели бранзов медал от Републиканското първенство за юноши родени 1991 г. Следвящият му треньор е Евгени Колев с когото през 2007 взима участие на международен турнир в Хърватия. На него „оранжевите“ записват победи над Рапид Виена и Риека и загуби срещу Осиек и Динамо Загреб. През 2009 г. със същия треньор достига до финал за Купата на БФС при юношите старша възраст, родени през 1991 г. В Правец Литекс губи драматично финала от Левски (София) със 7:8 след изпълнение на дузпи (1:1 в редовното време). Пак през същата година и отново в Правец с юношеската формация на Литекс водена от старши треньора Петко Петков взима участие в VI издание на международния футболен турнир за юноши „Юлиян Манзаров“. „Оранжевите“ със Сашо в състава си попадат в т.нар. „желязна група“ в които са още отборите на ЦСКА (София), Левски (София) и Стяуа Букурещ. С добрите си изяви по десния фланг на атаката Сашо допринася за класиране на своя отбор на финала. Там „оранжевите“ побеждават връстниците си от гранда Барселона Така Александър Кирилов взима реванш за загубения предната година финал от същия турнир срещу отбора на Левски (София). Неизменен титуляр за старшата възраст, както и за дублиращия отбор на ловчанлии. Добрите игри на младока не остават незабелязани и логично идва признанието. Старши треньорът на Литекс по това време Станимир Стоилов му гласува доверие в първия състав. Официалният му дебют за мъжете е на 13 юни 2009 в последния 30-кръг на А футболна група, когато „оранжевите“ побеждават като гости Спартак (Варна) с 4:0. Новият старши треньор на Литекс Ангел Червенков също заявява че ще разчита на него като го кани за контролата с Етър ВТ играна на 9 септември 2009 г. С дублиращия отбор на Литекс става шампион на Дублираща футболна група през сезон 2009/10.
От началото на сезон 2010 – 11 е състезател на Равда. В средата на сезона клуба изпитва сериозни финансови проблеми и преустановява участието си Източната Б група, а Кирилов остана без отбор. От началото на 2011 г. е състезател на Ботев (Козлодуй). През 2013 г. Кирилов се завръща в Локомотив 2012 (Мездра), но на следващата година проблеми с треньора Иван Редовски водят до освобождаването му през август. От лятото на 2015 г. Кирилов е футболист на ФК Етър Велико Търново

## Национален отбор
Получава първата си повиквателна за юношеския Национален отбор с треньор Красимир Борисов през 2006 г. Има изиграни два мача срещу връстниците си от Румъния.

## Успехи
- Международен юношески турнир „Юлиян Манзаров“ – 2009
- Шампион на България в Дублираща футболна група – 2009/10